# Tadeusz Brzozowski
Tadeusz Brzozowski (n. 1 noiembrie 1918, Lemberg, Regiunea Liov, Ucraina – d. 13 aprilie 1987, Roma, Italia) a fost un pictor polonez.